# Hrabstwo Lincoln (Oregon)
Hrabstwo Lincoln (ang. Lincoln County) – hrabstwo w stanie Oregon w Stanach Zjednoczonych. Obszar całkowity hrabstwa obejmuje powierzchnię 1193,79 mil² (3091,9 km²). Według szacunków United States Census Bureau w roku 2009 miało 46 293 mieszkańców.
Hrabstwo powstało w 1893 roku.

## Miasta[4]
- Depoe Bay
- Lincoln City
- Newport
- Siletz
- Toledo
- Waldport
- Yachats

## CDP[4]
- Lincoln Beach
- Rose Lodge